# Stony Rapids (Saskatchewan)
Stony Rapids je severní osada v severním Saskatchewanu, v Kanadě, s celkovou populací 360 usedlíků. Obec se nachází 82 km jižně od hranice se Severozápadními teritorii, umístěná po obou stranách řeky Fond du Lac. Tato řeka spojuje obec s Fond-du-Lac, Uranium City a Camsell Portage.

## Doprava
Ve Stony Rapids není žádná zpevněná cesta, která by je spojovala se zbytkem provincie. Je tu jen prašná/štěrkovaná silnice ze Stony Rapids do Points North Landing a odtud do jižních částí provincie. Tato cesta je otevřena celoročně, přestože v létě se po ní cestuje velmi těžce a pomalu. Také se tu nalézá zimní ledová silnice z Fond-du-Lac a Uranium City využitelná po většinu zimy. V letních měsících se cestuje čluny. Jako většina severních sídel se v případě životně nutné přepravy Stony Rapids spoléhá na své letiště, Stony Rapids Airport. Obcí ještě prochází celoročně provozuschopná cesta do osady Black Lake, 20 km jihovýchodně.